# ა
Ani (asomtavruli Ⴀ, nuskuri ⴀ, mkhedruli ა, mtavruli Ა) là chữ cái đầu tiên trong bảng chữ cái Gruzia.
Trong hệ thống chữ số Gruzia, ა có giá trị là 1.
ა đại diện cho một nguyên âm không tròn môi trước mở /a/, giống như cách phát âm của ⟨a⟩ trong "father".

## Chữ cái
| asomtavruli | nuskuri | mkhedruli |
| ----------- | ------- | --------- |
|             |         |           |

## Mã hóa máy tính
| asomtavruli | nuskuri | mkhedruli |
| ----------- | ------- | --------- |
| U+10A0      | U+2D00  | U+10D0    |

## Chữ nổi
| mkhedruli |
| --------- |
|           |

## Chữ cái liên quan và các ký tự tương tự khác
- Chữ cái Latinh A
- Chữ cái Kirin A
- Chữ cái Hy Lạp Alpha